# فورتزا هوتی
فورتزا هوتی (انگلیسی: Fortesa Hoti؛ زادهٔ ۶ دسامبر ۱۹۸۸) هنرپیشه اهل سوئد است.
فورتزا هوتی یک بازیگر سوئدی-آلبانیایی است که در روستای پولاک در اسکندریه، کوزوو متولد شده1. او در سال 1992 با خانواده‌اش به سوئد نقل مکان کرد1. هوتی بیشتر به خاطر نقش راکسانا نیلسون در سریال تلویزیونی سوئدی “آندرا آونین” شناخته می‌شود12. او یکی از برندگان مسابقه پخش SVT برای نقش‌های نوجوانان بود12. هوتی سال آخر مدرسه را برای بازی در این نقش رها کرد، اما امیدوار است که بعداً به تحصیل برگردد12. او همچنین در سال‌های 2007 و 2008 توسط روزنامه آفتونبلادت به عنوان بهترین بازیگر زن نامزد شد12.
هوتی در چندین فیلم و سریال دیگر نیز حضور داشته است. او در سال 2010 در فیلم “اوریون” به عنوان آنا بازی کرد1. او همچنین در فیلم‌های سوئدی دیگری مانند “سیاو بلا” و فیلم کوتاه “پافاگلن” بازی کرده است3.
هوتی با تلاش و اخلاص خود، به یکی از بازیگران محبوب سینما و تلویزیون سوئد تبدیل شده است. او نمادی از توانایی و استقامت است و با بازی خود، داستان‌های مهم و معناداری را به تصویر می‌کشد12.